# Новинний журнал
Новинний журнал — журнал новин. Періодичне, друковане видання, громадсько-політичного спрямування. Найпоширеніший тип журнальної періодики. «Зародившись у США на початку XX ст. як відповідь на появу радіо, а потім і економічну кризу, журнали даного типу після Другої світової війни отримали розповсюдження в Західній Європі, а після розколу Радянського Союзу в нових самостійних державах у тому числі й в Україні». Термін був започаткований  творцями журналу «Time» Генрі Люссом і Брітоном Гедденом. «Люс розумів, що в зростаючих інформаційних потоках діловій людині все важче орієнтуватися, а журнал новин покликаний тримати своїх читачів в курсі найважливішого, що відбулося в світі за минулий тиждень. Ця інформація повинна подаватися в короткій і доступній формі без відволікання на побут, плітки або абстрактні міркування з приводу чи без».
У всьому світі news magazine є найпопулярнішою нішею періодичної преси. У цьому сегменті працюють такі гіганти як «Newsweek» (США), «Spiegel» (Німеччина), «Economist» (Велика Британія) і багато інших.
В Україні таким тижневиком новин позиціонує себе журнал «Фокус», перше число якого побачило світ 30 вересня 2006 року.

## Історія
Журнал «The Economist» виходить друком у Британії з 1843 року. Головною метою ліберального видання було відстоювання інтересів підприємців.
В 1923 році Генрі Люсс разом із Брітоном Гедденом створюють журнал «Time». Саме це видання слід вважати першим і найбільш вдалим варіантом тижневика новин серед вже існуючих в XX столітті. Мета Генрі Люса була глобальною — змінити інформаційний вектор американської журналістики. Подієва інформація у журналі була позбавлена бульварної сенсаційності. Натомість автори віддали перевагу чіткому, місцями зухвалому, лаконічному стилю, що мав зацікавити читача і залишити повне відчуття володіння інформацією. Тогочасні соціальні умови сприяли формуванню майбутньої аудиторії, а саме, добре освічений середній клас, що значно збільшився в результаті урбанізації.
В 1933 році в Америці з'являється журнал «Newsweek», головний конкурент «Time», заснований Томасом Мартіном. На відміну від свого конкурента, журнал обрав дещо інший спосіб формування інформаційного простору. Опубліковані новини були сенсаціями минулого тижня і не обов'язково мали історичну ретроспективу.
В 1947 році, взявши за приклад журнал «Time», німецький журналіст Рудольф Аугштайн отримує ліцензію на друкування журналу «Der Spiegel» «У різні періоди своєї історії головний тижневик Німеччини руйнував політичні кар'єри, формував порядок денний, ставив тренди і навіть виводив своїх читачів на вулиці, щоб відстояти одне з фундаментальних прав людини — свободу слова».
В 1953 році у Франції виходить друком журнал «L'Express». Засновниками стали Жан-Жак Серван-Шрейбер та Франсуа Жиру.
«Формат і структура видання були скопійовані з американського журналу „Time“ і німецького „Der Spiegel“. Спочатку журнал був більш політичним, він дотримувався лівоцентристського спрямування і підтримував французького політика П'єра Мендеса-Франса». Політичне спрямування журналу не влаштовувало частину редакційної колегії, а тому вже в 1964 році з'являється перший номер «Le Nouvel Observateur» Журнал не оминав важливих соціальних тем світового масштабу. Автори відстоювали демократичні інтереси, соціальну справедливість.
В 1972 році редакцію «L'Express» покинули ще 9 журналістів об'єднавши зусилля для створення нового французького тижневика «Le Point». В журнальних публікаціях автори відстоювали власну незалежну позицію. За структурою і тематичним направленням був схожий на «Time»
В Італії тижневиками новин стали конкуренти «Panorama» (1939) і «L'Espresso» (1954). Журнал «Panorama» був створений видавцем Арнольдо Мондадори у партнерстві з «Time». Концепція видання повторювала американську версію. С початку журнал виходив з періодичністю раз на місяць, ряснів репортажними фото. Але вже в 1965 році, у зв'язку відсутністю попиту, журнал змінює періодичність і стає тижневиком, що підсумовує місцеві події.
Авторитетний і незалежний «L'Espresso» був створений як журнал фінансових та політичних розслідувань. Видання виступало борцем з корупцією, в результаті здобувши популярність серед читачів.

### СРСР
В СРСР журналів новин, як таких, протягом багатьох років не існувало. Варто згадати, що в СРСР взагалі не було традиції видання щотижневих часописів журнального типу: таких видань було лише три: «Огонёк» і «Новое время», що виходили в Москві, та «Україна», що виходив у Києві українською мовою і розповсюджувався лише на території УРСР. Незважаючи на те, що всі три видання висвітлювали деякі актуальні події СРСР та світу, в повному розумінні вони не були журналами новин: «Огонёк» та «Україна» позиціонували себе ілюстрованими літературно-художніми та суспільно-політичними виданнями, значний об'єм яких займали публікації художньої та навколохудожньої (художня публіцистика, критика, есеїстика) літератури; «Новое время», що виходив окрім російської ще кількома мовами для розповсюдження за кордоном, був журналом жорсткої ідеологічної спрямованості.
Певну роль журналів новин відігравали тижневі видання газетного типу: «Московские новости» (кількома мовами), «Неделя» (тижневий додаток до щоденної газети «Известия»), «Собеседник» (тижневий додаток до щоденної газети «Комсомольская правда»), «Аргументы и факты» (спочатку тижневик виходив як бюлетень всесоюзного товариства «Знання», згодом за часів Перебудови перетворився на впливове суспільно-політичне та інформаційно-аналітичне видання).
Лише за доби горбачовської Перебудови, у 1988 році було започатковано перший в СРСР справжній часопис новин — тижневик «Эхо планеты», який видавало ТАРС. За часів демократизації в СРСР та Росії, в 1990-ті роки виникло ще декілька впливових журналів новин: «Столица» (з 1990), «Эксперт» (з 1995), «Итоги» (з 1996), «Профиль» (з 1996). В 2004—2010 роках видавався журнал «Русский Newsweek» (головний редактор Михайло Фішман) — за ліцензією американського журналу «Newsweek», при цьому більшість статей було написано співробітниками російської редакції.

### Україна
В Україні, до здобуття незалежності, преса була політично заангажована і знаходилася під жорстким ідеологічним контролем. Тільки з 1990-х років XX століття почалося її справжнє відродження і поява нових друкованих видань.

## Аудиторія
Читач громадсько-політичного тижневика — людина, що мислить і аналізує. Адже аналітичні тексти, інфографіка, прогнози, які притаманні даному типу видання, вимагають глибокого і чіткого розуміння. Влучну характеристику аудиторії громадсько-політичного журналу пропонує Н. Клименко: «освічені чоловіки та жінки 21–55 років, що умовно належать до „middleclass“; мешканці переважно великих міст. Здебільшого зайняті в приватному бізнесі, або держслужбовці високого та середнього рангу; представники „ліберальних професій“; студенти та викладачі провідних вишів».

## Тематика
Тематичне спрямування журналів новин обумовлене періодичністю виходу видання (один-два рази на тиждень). Виходячи з цього, новини набувають широкого осмислення з боку авторів і подаються читачеві у формі розлогих текстів, що доповнені певними візуальними елементами (інфографіка, репортажне фото, історичні копії документів, малюнків, фотографій). Тематичний перелік розділів тижневиків є досить сталим: розворот з головною подією тижня, новини світу та окремої країни, новини культури та мистецтва. Рубрики можуть змінюватись залежно від змісту.

## Жанрові особливості
Журнали новин містять матеріали інформаційного (інтерв'ю, репортаж, звіт, замітка), аналітичного (коментар, стаття, рецензія, огляд, кореспонденція, розслідування), інколи художньо-публіцистичного (есе, нарис) жанрів.

## Дизайн
Журнали новин мають спільні візуальні риси: фірмовий логотип, чорно-білий або кольоровий байлайн спеціального автора номеру, тематичні малюнки до кавер-сторі. Стриману верстку внутрішніх сторінок, лаконічно оформлений контент, що має зручну навігацію, зміст, що не лише дає уявленню про структуру рубрик, а й презентує її в певній кольоровій гамі.
Щодо обкладинки, то серед українських та зарубіжних тижневиків новин існує декілька підходів щодо її оформлення. Журнали використовують для обкладинки не лише фото людей, але й ілюстрації спрямовані проти негативних проявів соціуму, що висміюють загальнодержавні проблеми (журнал «Країна»); сатиричні фотоколажі, на політичну тематику, виконані за допомогою комп'ютерної графіки.

## Українські журнали новин
В Україні тижневиками новин є такі видання: «Корреспондент», «Країна», «Новое время», «Український тиждень», «Фокус».
- «Кореспондент» — виходить друком з 2002 року. Насичений характерними візуальними елементами (фотографія, інфографіка, ілюстрації) Друкована версія містить такі рубрики: «Сім днів», «Фото тижня», «Країна», «Персона», «Тема  номера», «Культура». Нараховує 50 сторінок.
- «Країна» — на ринку преси з 2009 року. Традиційно містить розворот з головною подією тижня та коментарем. Наявні такі розділи: «Події», «Оцінки», «Людина та речі». Серед постійних рубрик: «Україна», «Дати», «Світ», «Інтерв'ю», «Щоденник», «Досвід», «Історія» «Документ».  Особливим елементом журналу «Країна» є регулярне проведення літературного конкурсу «Новела по-українськи», з 2013 року.
- «Новое время» — російськомовне журнальне видання та інформаційно-новинний інтернет-ресурс. Заснований у 2014 році. Журнал має такі розділи: «Країна», «Інфографіка», «Світ». Серед рубрик: «Неделя», «Запитання тижня», «Думки», «Люди», «Бізнес», «Ідеї», «Календар», «Моє місто».
- «Український тиждень» — заснований у 2007 році. У журналі переважають подієві та аналітичні матеріали. Розподіл інформації та візуальних об'єктів у номері регулюється рубриками і обумовлений їх тематичною направленістю. Щодо основних рубрик «УТ», присутні такі: «На часі», «Тема номера», «Світ», «Впритул», «Спадок», «Культура», «Людський вимір», «P.S».
- «Фокус» — інформаційно-політичне видання. Виходить друком з 2006 року. Журнал розрахований на людей віком старше 18 років, зацікавлених в якісних новинах з елементами аналітики, прогнозу та ексклюзиву. Особливістю видання є публікація рейтингів серед яких: «100 впливових жінок», «200 впливових українців».

## Онлайн
«Український тиждень» — має версії англійською та українською, «Кореспондент», «Країна» — російською, українською; «Фокус» — лише російська.
Гіпертекстуальність інтернет-видань сприяє формуванню певної інформаційної системи завдяки внутрішнім та зовнішнім (Facebook, Twitter тощо) посиланням. Це надає можливість збільшити смислове поле матеріалу. Розглянуті видання належать до якісної преси, а тому контент сайтів, у більшості, складають саме аналітичні матеріали. На сайтах видань «Корреспондент», «УТ» представлений власний контент, без запозичень та посилань на інші інформаційні джерела.
До ознак мультимедійності видань слід відносити наявність у текстах фотографії, аудіо та відео записів, інфографіки. Так «УТ» насичений інфографікою, що є однією з характерних рис суспільно-політичних тижневиків, адже формує у свідомості читача більш повне розуміння динаміки події. Окремі розділи фотострічок, фоторепортажів, архівних номерів журналу в повному форматі.
Інтерактивність онлайн-версій характеризується залученням користувачів до виробництва, удосконалення контенту, висловлення власної позиції, обміну думками. Явище громадянської журналістики в Україні знаходиться на етапі свого розвитку у порівнянні зі світовими медіагінтами. Це зумовлює не надто широкі можливості взаємодії читача з виданням. Серед них: опитування для користувачів («Корреспондент», «Країна»), можливість коментувати матеріали, написати редактору, повідомити про помилки у тексті за допомогою окремі комбінації клавіш («УТ», «Країна»).